# Robert Lowe, 1. Viscount Sherbrooke

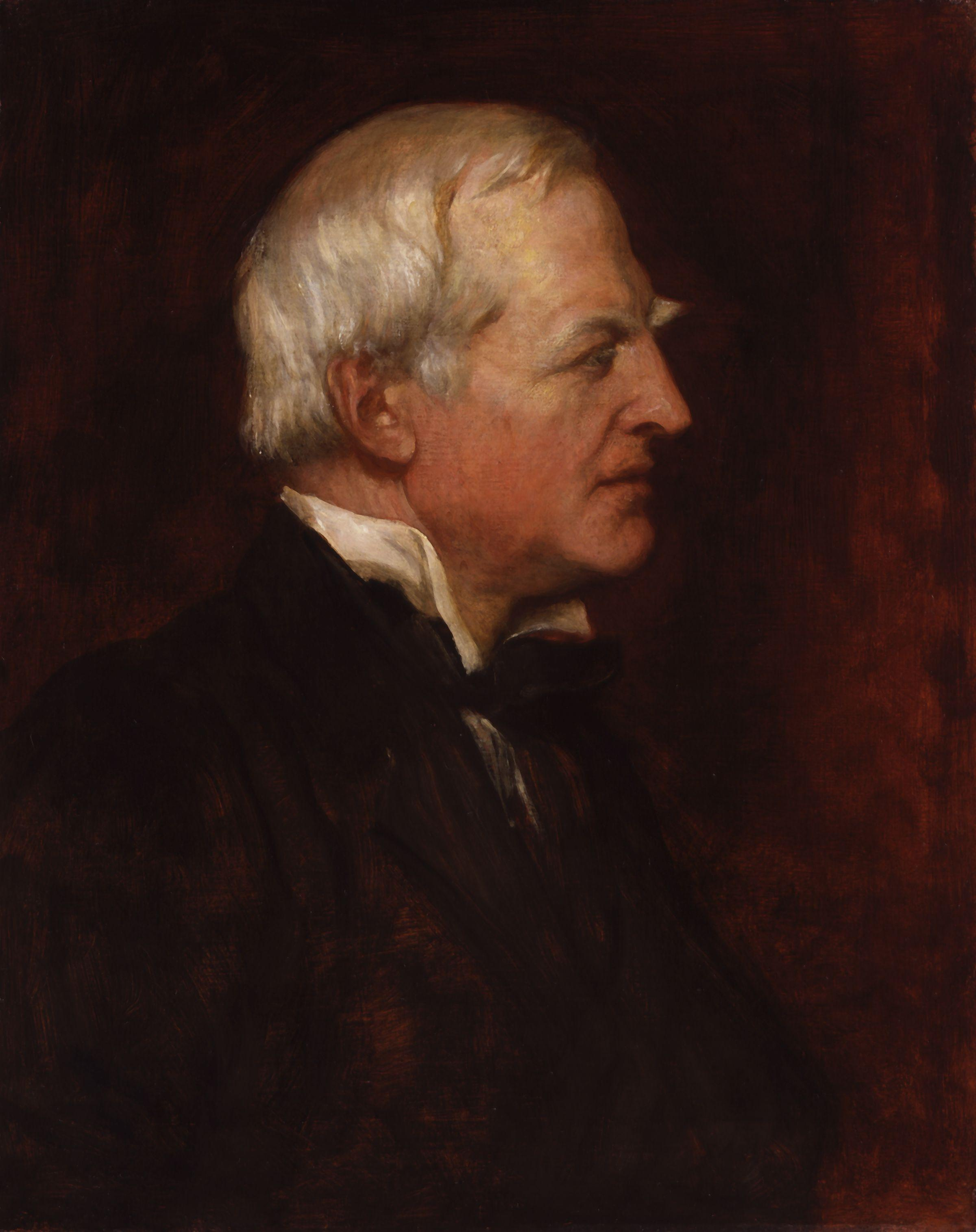
Robert Lowe, um 1874

Robert Lowe, 1. Viscount Sherbrook GCB PC (* 4. Dezember 1811 in Bingham, Nottinghamshire; † 27. Juli 1892 in Warlingham, Surrey) war ein britischer Politiker.

## Leben
Lowe war ein Sohn des anglikanischen Pfarrers von Bingham, Rev. Robert Lowe (1779–1845), aus dessen Ehe mit Ellen Pyndar († 1852). Er besuchte das Winchester College, schloss ein Studium am University College der Universität Oxford 1836 als Master of Arts ab und wirkte dort eine Zeit lang als Lehrer. Im Januar 1842 wurde er an Lincoln’s Inn als Barrister zugelassen; doch wanderte er noch im selben Jahr nach Australien aus, wo er sich in Sydney als Rechtsanwalt betätigte und von 1843 bis 1851 der legislativen Versammlung der Kolonie New South Wales angehörte. Er nahm hervorragenden Anteil an der Beratung der Gesetze über die Verteilung der Staatsländereien und entwarf einen Unterrichtsplan, der bei der Organisation des Schulwesens fast in ganz Australien zur Grundlage diente.
1851 nach England zurückgekehrt, machte er sich durch Artikel über Kolonialverhältnisse in der Times bekannt, wurde im Juli 1852 als Abgerdneter für Kidderminster ins House of Commons gewählt und führte sich dort durch eine glänzende Rede gegen den von Benjamin Disraeli vorgelegten Haushalt ein. Die neue Regierung unter Lord Aberdeen verlieh ihm 1852 die Stelle eines Sekretärs beim Board of Control for India der Britische Ostindien-Kompanie, die er bis Februar 1855 bekleidete. Nach dem Antritt Lord Palmerstons wurde er im August zum Vizepräsidenten des Board of Trade, Paymaster General und Mitglied des Privy Councils ernannt.
Bei der Neuwahl im März 1857, wo die Volkspartei ihm heftig widerstrebte, weil er sein Versprechen, für Ausdehnung des Wahlrechts und andre populäre Maßregeln zu wirken, nicht gehalten hatte, setzte er seine erneute Wahl als Abgeordneter für Kidderminster mit Hilfe der Konservativen durch, wurde jedoch von dem Volk derartig misshandelt, dass er kaum sein Leben rettete.
Der Sturz Palmerstons im Februar 1858 zog auch den Rücktritt Lowes nach sich, und so trat er auf die Seite der Opposition, welche eine Parlamentsreform verlangte. 1859 wurde er Abgeordneter für Calne und trat als Vizepräsident des Unterrichtsrats in das neue Kabinett Palmerstons ein, musste jedoch 1864 wegen eines von Lord R. Cecil beantragten Tadelsvotums resignieren, weil er die Berichte der Schulinspektoren tendenziös entstellt haben sollte, was sich indes auf Grund genauerer Untersuchung als unrichtig erwies.
An der Regierung, die ihn bei dieser Gelegenheit nicht ausreichend unterstützt hatte, rächte er sich 1866, indem er durch seine glänzende und schneidige Beredsamkeit wesentlich zur Verwerfung der Gladstone-Russell-Reformbill beitrug; er war damals der eigentliche Führer der nach John Brights spottendem Ausdruck sogenannten Adullamiten.
Als der Earl of Derby im Juli 1866 zur Bildung eines Kabinetts schritt, lehnte Lowe indes den Eintritt ab und opponierte mit gleicher Schärfe auch der Disraelischen Reformbill. Ab November 1868 war er Abgeordneter der Universität London im Unterhaus, trat er im Dezember als Schatzkanzler in das Gladstonesche Kabinett.
Seine Finanzverwaltung zeichnete sich durch große Sparsamkeit aus, war aber wenig populär, so dass Gladstone im Herbst 1873 das Amt selbst übernahm und Lowe zum Minister des Innern machte, welchen Posten er bis zum Rücktritt der Liberalen im Februar 1874 behielt. In Gladstones zweites Ministerium trat Lowe nicht ein, wurde aber dafür am 21. Mai 1880 mit dem erblichen Titel eines Viscount Sherbrook, of Sherbrooke in the County of Surrey zum erblichen Peer erhoben und dadurch ins House of Lords versetzt. 1885 wurde er als Knight Grand Cross des Order of the Bath ausgezeichnet.
Er war zweimal verheiratet, in erster Ehe ab 1836 mit Georgiana Orred († 1884), in zweiter Ehe mit Caroline Anne Sneyd († 1914). Da beide Ehen kinderlos blieben, erlosch sein Adelstitel bei seinem Tod 1892.